# 尼科斯·齐西斯
尼科斯·齐西斯（希臘語：Νικόλαος Ζήσης，羅馬化：Nikolaos Zisis，1983年8月16日—），生于希腊塞萨洛尼基，希腊职业篮球运动员，司职控球后卫和得分后卫。
齐西斯于1996年在塞萨洛尼基当地的球队YMCA开始打球，17岁的时候来到了雅典加盟了著名的AEK雅典；2005年他加盟了意大利俱乐部贝纳通特维索，在那里赢得了2005年意大利杯的胜利，根据新合同他将在贝纳通队效力到2009年夏天。
齐西斯是2005年欧洲篮球锦标赛中希腊国家队的头号得分手，他国家队的首次亮相是在2001年9月3日突尼斯地中海运动会中。经管事实上他非常的年轻，但他已经拥有了许多国家级的荣誉，2006年世锦赛银牌，2005年欧锦赛金牌，20岁以下欧青赛金牌，1999年欧洲Cadets级锦标赛银牌，2001年地中海运动会银牌，2000年欧洲青少年锦标赛铜牌。
在2006年日本世锦赛，希腊与巴西队的比赛当中齐西斯在一次上篮中被巴西球星安德森·瓦莱乔肘击中脸部，造成齐西斯面部数处骨裂，这是一个相当严重的伤势，使得齐西斯错过了希腊队于下的比赛，在医院躺了一个星期。
2005年齐西斯被欧洲篮协评为年度最佳年轻球员。